# Union (Mississipi)
Union és una població dels Estats Units a l'estat de Mississipi. Segons el cens del 2000 tenia 2.021 habitants.

## Demografia
Segons el cens del 2000, Union tenia 2.021 habitants, 780 habitatges, i 509 famílies. La densitat de població era de 227,5 habitants per km².
Dels 780 habitatges en un 31,8% hi vivien nens de menys de 18 anys, en un 43,1% hi vivien parelles casades, en un 18,8% dones solteres, i en un 34,7% no eren unitats familiars. En el 32,3% dels habitatges hi vivien persones soles el 18,1% de les quals corresponia a persones de 65 anys o més que vivien soles. El nombre mitjà de persones vivint en cada habitatge era de 2,46 i el nombre mitjà de persones que vivien en cada família era de 3,12.
Per edats la població es repartia de la següent manera: un 27,2% tenia menys de 18 anys, un 8,6% entre 18 i 24, un 23,1% entre 25 i 44, un 19,7% de 45 a 60 i un 21,5% 65 anys o més.
L'edat mediana era de 38 anys. Per cada 100 dones de 18 o més anys hi havia 74 homes.
La renda mediana per habitatge era de 21.696 $ i la renda mediana per família de 28.542 $. Els homes tenien una renda mediana de 26.667 $ mentre que les dones 17.328 $. La renda per capita de la població era de 12.176 $. Entorn del 28,4% de les famílies i el 35,2% de la població estaven per davall del llindar de pobresa.

## Poblacions més properes
El següent diagrama mostra les poblacions més properes.